# Корево, Антон Ксаверьевич
Антон Ксаверьевич Корево (1828 — 26 марта 1876) — генерал-майор, начальник штаба Московского военного округа (1875—1876).

## Биография
Происходит из старинного литовского рода. Служил в Генеральном штабе Российской империи. В 1861 году, будучи в должности капитана Генерального штаба, составил военно-статистический сборник «Виленская губерния». Будучи в звании полковника, командовал 1-м пехотным Невским Его Величества короля Эллинов полком. В 1868 году принял православие. С 16 апреля 1872 — генерал-майор В 1875 году был назначен начальником штаба Московского военного округа. Скончался 26 марта 1876 года.